# Тумпенг
Тумпенг (јавански: ꦠꦸꦩ꧀ꦥꦼꦁ) је традиционално индонежанско јело које потиче са Јаве. Представља кувани пиринач у облику конуса, окружен разним прилозима, и има снажну симболичку и церемонијалну вредност. Често се служи на прославама, верским ритуалима и важним друштвеним догађајима.

## Опис
Тумпенг се прави од белог или жутог пиринча (куваног у кокосовом млеку и са куркумом), који се обликује у конус и поставља на округли тањир прекривен листом банане. Око њега се ређају разни традиционални прилози, који се разликују у зависности од региона и повода.

## Симболика
Облик конуса симболише свету планину, што је у традиционалним јаванским веровањима повезано са духовношћу и захвалношћу божанству. Централни пиринач симболише извор живота, док прилози представљају изобиље и хармонију са природом. У обредима, врх тумпенга се често пресеца и предаје најважнијој особи као знак поштовања и благослова.

## Историја
Коришћење тумпенга потиче из предисламског периода и повезано је са анимистичким и хинду-будистичким традицијама на Јави. Касније је прилагођен исламској култури и задржан као део индонежанског културног идентитета.
Министарство туризма и културе Индонезије је 2014. године прогласило тумпенг једним од националних симбола традиционалне кухиње.

## Варијанте
Постоји неколико типова тумпенга, у зависности од прилике:
- Тумпенг путих – са белим пиринчем, користи се у верским церемонијама.
- Тумпенг насих кунинг – са жутим пиринчем, обично се служи на прославама.
- Тумпенг ропјонг – за ритуале плодности.
- Тумпенг нуджух булан – у обредима током седмог месеца трудноће.
- Тумпенг пунгкур – у обредима жалости, сече се дуж вертикале и не дели се.

## Састојци и прилози
Основу чини пиринач, а често се додају:
- Урап – мешано поврће са наренданим кокосом
- Темпе – ферментисани сојини производ
- Похована риба или пилетина
- Јаја (тврдо кувана или омлет)
- Кикирики или пржени грицкани прилози

## Савремена употреба
Тумпенг је и даље веома присутан у модерној индонежанској култури. Служи се на прославама рођендана, националним празницима, венчањима и догађајима у школама, компанијама и државним институцијама. У неким случајевима, праве се и минијатурне верзије тумпенга за појединачне порције.